# Terrain de golf
 (avril 2017).
Si vous disposez d'ouvrages ou d'articles de référence ou si vous connaissez des sites web de qualité traitant du thème abordé ici, merci de compléter l'article en donnant les références utiles à sa vérifiabilité et en les liant à la section « Notes et références ».

(1) aire de départ, (2) obstacle d'eau frontal, (3) rough, (4) hors limite, (5) bunker (de sable), (6) obstacle d'eau latéral, (7) fairway, (8) green, (9) drapeau, (10) trou

Usuellement appelé « parcours », le terrain de golf (au sens des règles) est le terrain où se joue une partie de golf.
Le parcours est composé de 9 ou 18 trous. Les trous sont de formes et de tailles différentes allant de moins de 100 m à plus de 500 m. 
En France, la surface couverte par des terrains de golf a augmenté dès le XIXe siècle, d'abord en raison de la proximité géographique ou sociale du Royaume-Uni, puis avec d'autres logiques (immobilières, touristiques et de spéculation foncière) et avec d'autres formes d'équipement ; alors que le nombre de « licenciés » a été multiplié par 10 entre 1980 et 2016, le nombre de parcours a été multiplié par près de cinq,, y compris « dans des régions traditionnellement moins golfiques, et ceci au détriment parfois de l'environnement et du paysage »[réf. nécessaire]

## Notions de terrain et de parcours
Les règles de golf définissent précisément les notions de « terrain » et de « parcours ».
Le « terrain » est la totalité de la zone à l'intérieur de toutes les limites établies par le comité. Les limites sont déterminées soit par les clôtures de propriété, soit par des piquets blancs ou des lignes blanches tracées au sol. Une balle qui repose en dehors du terrain est dite « hors limites ». Le « terrain » correspond à l'ensemble de la zone dans laquelle une balle peut être jouée. Une balle « hors limites » n'a pas le droit d'être jouée et le joueur doit utiliser la procédure dite « Coup et distance » définie par la règle 27-1.
Le « parcours » est la totalité du « terrain » à l'exception des obstacles (bunker ou obstacle d'eau) ainsi que de l'aire de départ et du green du trou en jeu. Cette notion est utile pour définir certaines règles applicables.

## Composantes du terrain de golf

### Aire de départ

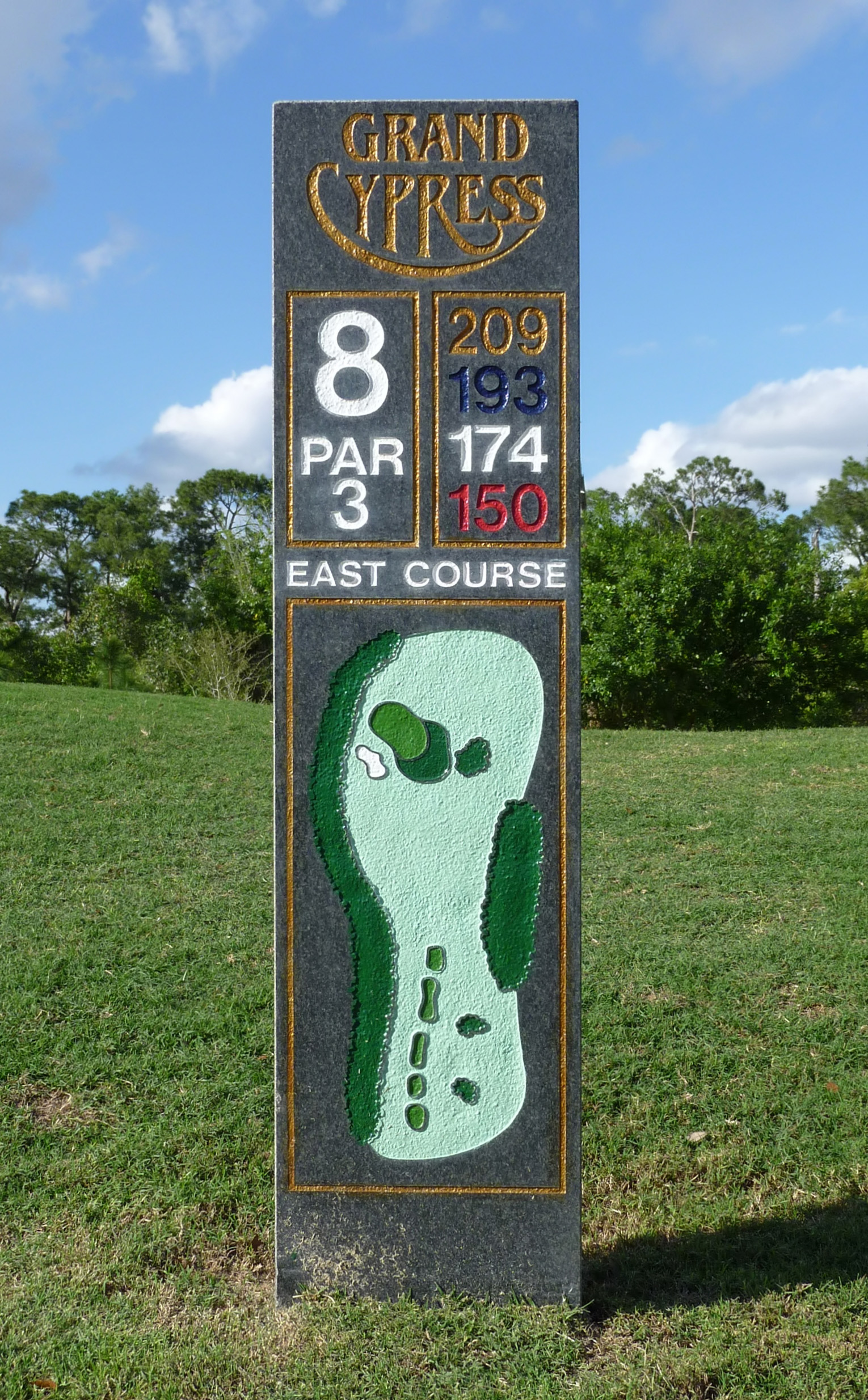
Plaque indiquant la longueur des différents départs et le par d'un trou.

L'« aire de départ », ou « départ », est un espace souvent rectangulaire couvert d'herbe assez rase et d'une superficie d'approximativement 10 m2, le plus souvent surélevé, de 10 cm jusqu'à plus de 10 mètres parfois selon le nivellement du terrain.
Le joueur commence le trou sur le départ, en posant, facultativement, sa balle sur un « tee » dans une zone délimitée par deux éléments de couleur (des boules ou des piquets, par exemple). La balle ne doit pas dépasser la ligne formée par les deux éléments, ni être placée à plus de deux longueurs de club (2 m environ) en arrière de cette ligne.
Plusieurs départs figurent en réalité sur un même trou. En effet, le golf distingue les niveaux des joueurs en raccourcissant la distance qui sépare les départs du green, desormais indépendemment du sexe des joueurs. Il existe différentes couleurs (allant du départ le plus éloigné du green, donc plus difficile, au plus proche)
- Noir
- Blanc
- Jaune
- Bleu
- Rouge
- Violet
- Orange

### Fairway (allée)

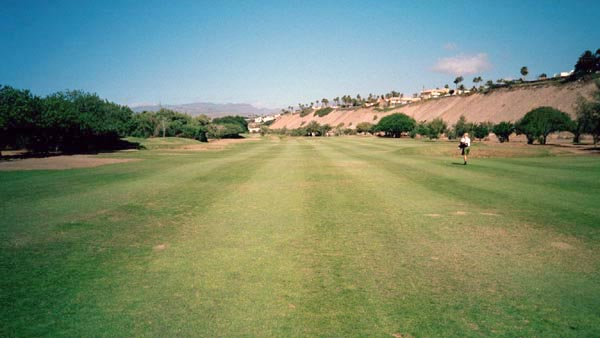
Un fairway aux îles Canaries

Le tee et le green sont reliés par une étendue d'herbe bien entretenue que l'on nomme le fairway (« allée » en français). Elle mesure, généralement, entre 100 et 500 mètres de longueur, et peut être large ou étroite en fonction de la configuration du trou. Cette longueur sera l'un des éléments déterminant la classification du trou en par 3, 4 ou 5. Tant qu'on n'a pas encore atteint le green avec sa balle, il est préférable de rester dessus plutôt qu'en dehors, c'est-à-dire dans le rough (herbe plus haute). Lorsque le terrain est en mauvais état (en général en mauvaise saison), il peut être autorisé de placer sa balle sur le fairway dans une zone de la taille d'une carte de score au niveau de sa position initiale mais sans se rapprocher du drapeau.
Un fairway peut être droit mais, pour compliquer le jeu, il est fréquent que l'architecte qui a dessiné le parcours fasse prendre un virage aux trous les plus longs (par 4 ou 5), qui oblige souvent le joueur à essayer de couper ce virage au risque de tomber dans le rough, hors limite ou tout autre obstacle. Ces trous en forme de coude sont appelés « dog leg » (littéralement « patte de chien »), ou parfois « tourne-à-gauche » ou « tourne-à-droite », termes qui indiquent également le sens du trou.

### Rough (herbe haute)

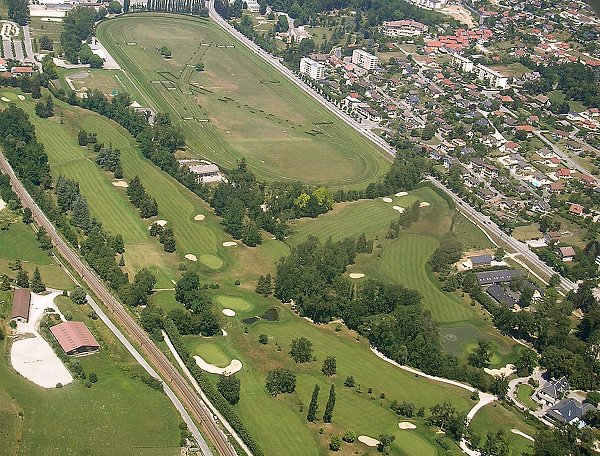
Vue aérienne du Golf d'Aix-les-Bains.

La zone plus touffue bordant le fairway se nomme le rough. La balle qui s'y situe est pénalisée par la hauteur du gazon ou des herbes qui le composent (souvent des graminées). Selon l'entretien, il existe plusieurs sortes de rough :
- petit-rough ou semi-rough, zone de rough tondue à moins d'une hauteur de balle qui longe généralement les fairways et où l'on retrouve aisément sa balle,
- pré-rough, zone de rough semi-entretenue tondue à une dizaine de centimètres où le jeu y est aléatoire,
- gros-rough, zone de rough non entretenue, pouvant consister en de hautes herbes, des buissons ou toute sorte de végétation où envoyer une balle peut être très pénalisant.

### Green

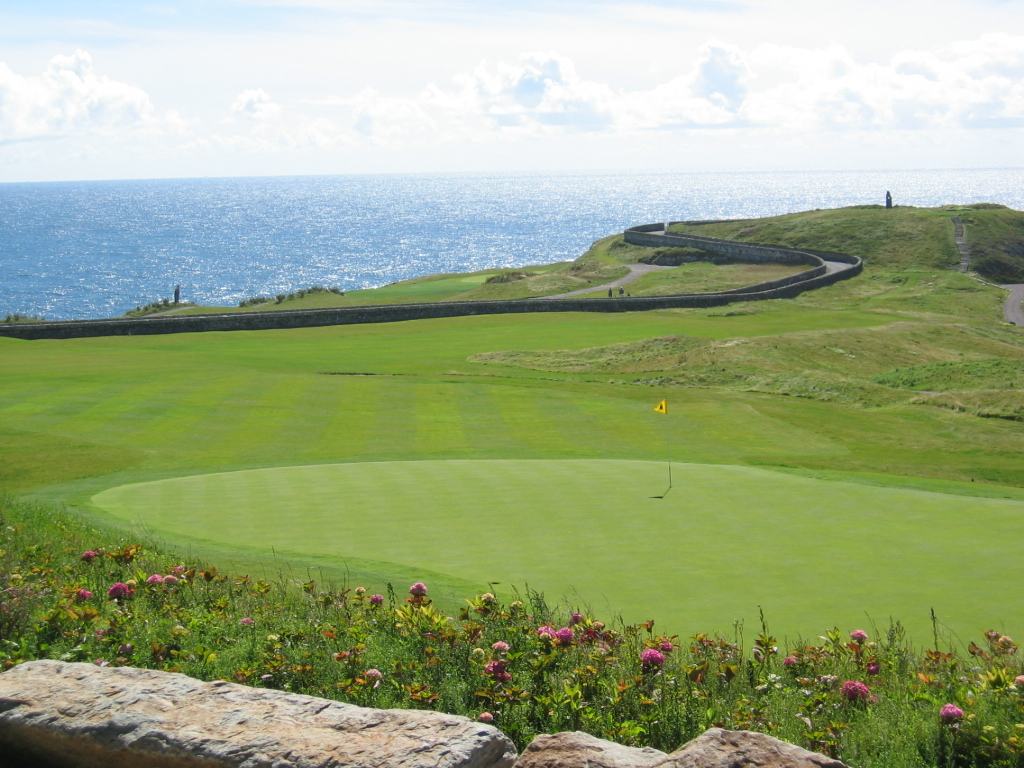
Green de l'Old Head Links en Irlande.

Le green (le « vert » en français) est la zone de gazon tondu ras, de forme plus ou moins circulaire ou parfois en forme de haricot, où se trouve le trou (diamètre de 108 mm environ). Le green est souvent entouré d'une zone particulièrement bien entretenue et tondue plus ras que le fairway, nommé le « collier de green » pour le pourtour, et « l'avant green » ou le « tablier du green » pour la zone situé en avant. Sur le green, les règles de jeu sont spécifiques. Par exemple, on joue avec le fer droit (le « putter »), qui est un club spécial permettant de faire rouler la balle avec précision. Le green peut être vallonné, et c'est la technique de lecture des pentes qui permet au joueur de rentrer sa balle dans de telles conditions.
On dit d'un green qu'il « roule » lorsque la balle est peu freinée. Dans ce cas, il faut être très adroit pour ne pas trop dépasser le trou. Au contraire, quand les greens sont mal entretenus ou le matin, en présence de rosée, la balle est freinée. La précision du coup est alors souvent aléatoire, et rentrer sa balle relève un peu de la chance.

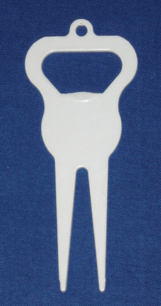
Un relève-pitch.

Sur le plan de l'agriculture, un green est un milieu très particulier, parfaitement arrosé mais également parfaitement drainé, dont le sol qui a été reconstitué de façon artificielle est constitué d'une grande partie de sable mélangé à de la tourbe, avec parfois des sous-couches successives de différentes natures. Les seuls éléments nutritifs sont apportés sous la forme d'engrais. Le gazon est formé de certaines espèces de graminées dont les feuilles sont adaptées à des coupes fréquentes et très rases (Agrostide stolonifère en particulier). La tonte est effectuée avec une tondeuse à lames hélicoïdales montées sur une sorte de cylindre. L'herbe est relevée avant d'être coupée entre la lame et la contre-lame, comme le feraient des ciseaux. Un rouleau presseur vient ensuite la rabattre. La hauteur de coupe se compte en millimètres. Un green tondu à plus de 2 mm est « lent », car la balle est freinée rapidement. Le joueur doit tenir compte de la « rapidité » du green avant de faire un coup roulé. Une autre caractéristique importante d'un green est sa dureté. S'il est « mou », il va stopper la balle rapidement lors du « coup d'approche lobé ». Le trou est déplacé régulièrement par le greenkeeper (jardinier s'occupant de l'entretien d'un golf), d'une part pour éviter le piétinement toujours au même endroit, mais aussi pour varier l'intérêt du jeu. Dans les compétitions professionnelles (championnat) qui se déroulent sur plusieurs jours, la position du trou est modifiée chaque jour. Le joueur doit ainsi adapter sa tactique selon la position du trou sur le green.
Lorsque la balle tombe de haut sur un green, elle enfonce le sol en formant une petite cavité dans le gazon appelée « pitch ». Comme le green est une zone d'herbe rase où l'entretien est très important, afin d'éviter que ces cavités ne gênent les joueurs suivants, l'étiquette du golf demande que les joueurs réparent ces dégradations. Pour ce faire, les joueurs utilisent un outil en forme de fourchette à deux dents appelé « relève-pitch ».

### Drapeau

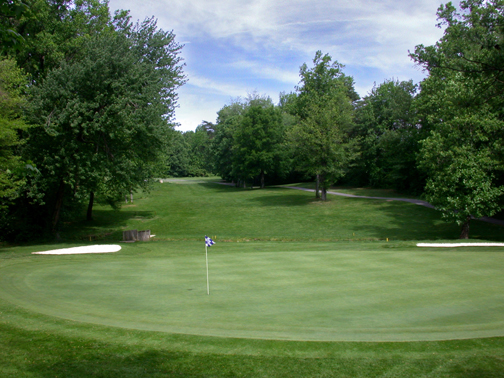
Drapeau sur le green

Le « drapeau » désigne le mât muni d'un carré de tissu coloré que l'on enfiche dans le trou. Il permet de repérer le green et surtout le trou depuis une très grande distance. Quand la balle est déjà sur le green, on peut enlever le drapeau pour faire son « coup roulé » (« putt »), mais ce n'est plus obligatoire depuis le 1er janvier 2019.
Cependant, quand le joueur est sur le green mais à une distance assez éloignée du trou, il peut demander à un de ses adversaires de « prendre en charge le drapeau » afin de mieux le viser. Ce dernier doit alors se positionner près du drapeau et le tenir droit dans son trou le temps que le joueur putte. Il enlèvera alors le drapeau dès que le joueur aura joué sa balle. Un joueur encourt 2 points de pénalité si sa balle touche le drapeau posé à terre le temps que tous les joueurs jouent. Dans certains modes de jeu (match play), il peut même « perdre le trou ». 
Sur certains parcours, une boule d'un diamètre de 10 cm environ peut coulisser sur la hampe du drapeau. Sa hauteur indique la position du trou par rapport au début du green : haute pour une position de drapeau au fond du green, basse pour une position de drapeau en entrée de green, médiane pour une position de drapeau au centre du green. Cette indication est importante pour permettre au joueur d'apprécier la distance jusqu'au drapeau pour des green qui peuvent faire plusieurs dizaines de mètres de diamètre. 
Cette indication sur la distance du trou par rapport à l'entrée du green peut aussi être donnée par la couleur du drapeau. Ainsi un drapeau jaune uni représente un trou en début de green, un drapeau à damier jaune et noir, un trou en milieu de green et un drapeau rouge, un trou en fond de green. Comme avec la hauteur de la boule, le golfeur pourra, selon la couleur du drapeau, ajuster sa frappe afin de placer sa balle au plus près du trou.
Un trou pour lequel le drapeau n'est visible qu'à courte distance (100 ou 150 mètres) est dit « aveugle » (« blind »). Le joueur doit alors prendre des points de repère avant de taper le coup d'approche qui lui permettra d'envoyer sa balle en direction du green.

### Obstacles

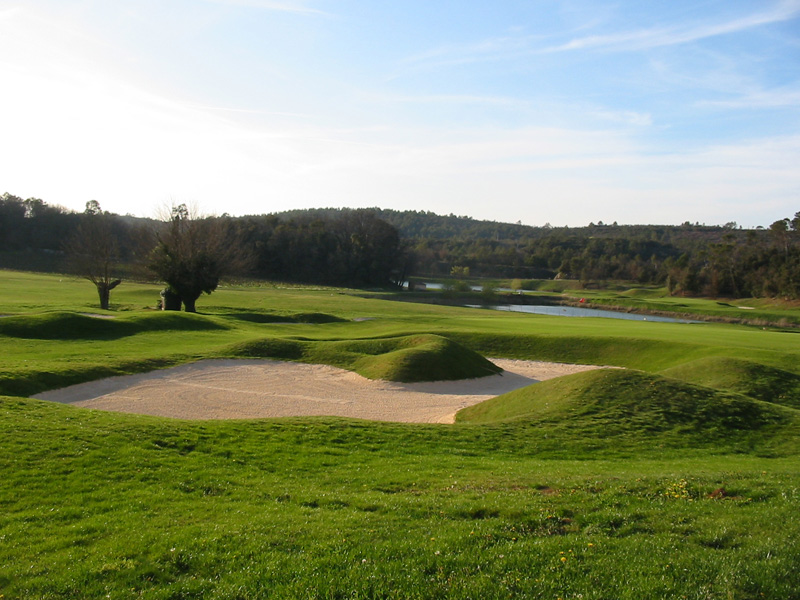
Bunkers de fairway

Il existe deux sortes d'obstacles : les obstacles de sable (bunkers) et les obstacles d'eau. Ils sont généralement situés à des emplacements stratégiques : autour du green, à la retombée des coups de départ. Les obstacles ont pour objet de pimenter le jeu en pénalisant les mauvais coups. Ils influencent la stratégie de jeu : on peut attaquer (passer par-dessus) ou assurer (mais en jouant alors un coup de plus).
En jouant depuis un obstacle, le golfeur doit respecter certaines règles pour ne pas être pénalisé : ne pas enlever de détritus même s'ils le gênent pour jouer, ne pas tester la consistance de l'obstacle avant d'en avoir sorti la balle.

#### Bunker (trappe ou fosse ou obstacle de sable)
Les obstacles de sable (bunker) sont souvent en creux (d'où le nom de fosse) et remplis de sable. Le jeu depuis un tel obstacle est parfois délicat pour celui qui y a envoyé sa balle. Sortir d'un bunker nécessite en effet une technique particulière. De plus, il est interdit de faire un coup d'essai (c'est-à-dire toucher volontairement le sable sans toucher la balle) sous peine d'une pénalité de deux coups. Mais en cas de présence d'eau dans le bunker, le joueur peut, si sa balle est dans l'eau :
- déposer sa balle à une longueur de club sans se rapprocher du trou à l'endroit le plus proche mais pas plus près du trou où le joueur et la balle ne sont pas dans l'eau.

#### Obstacle d'eau

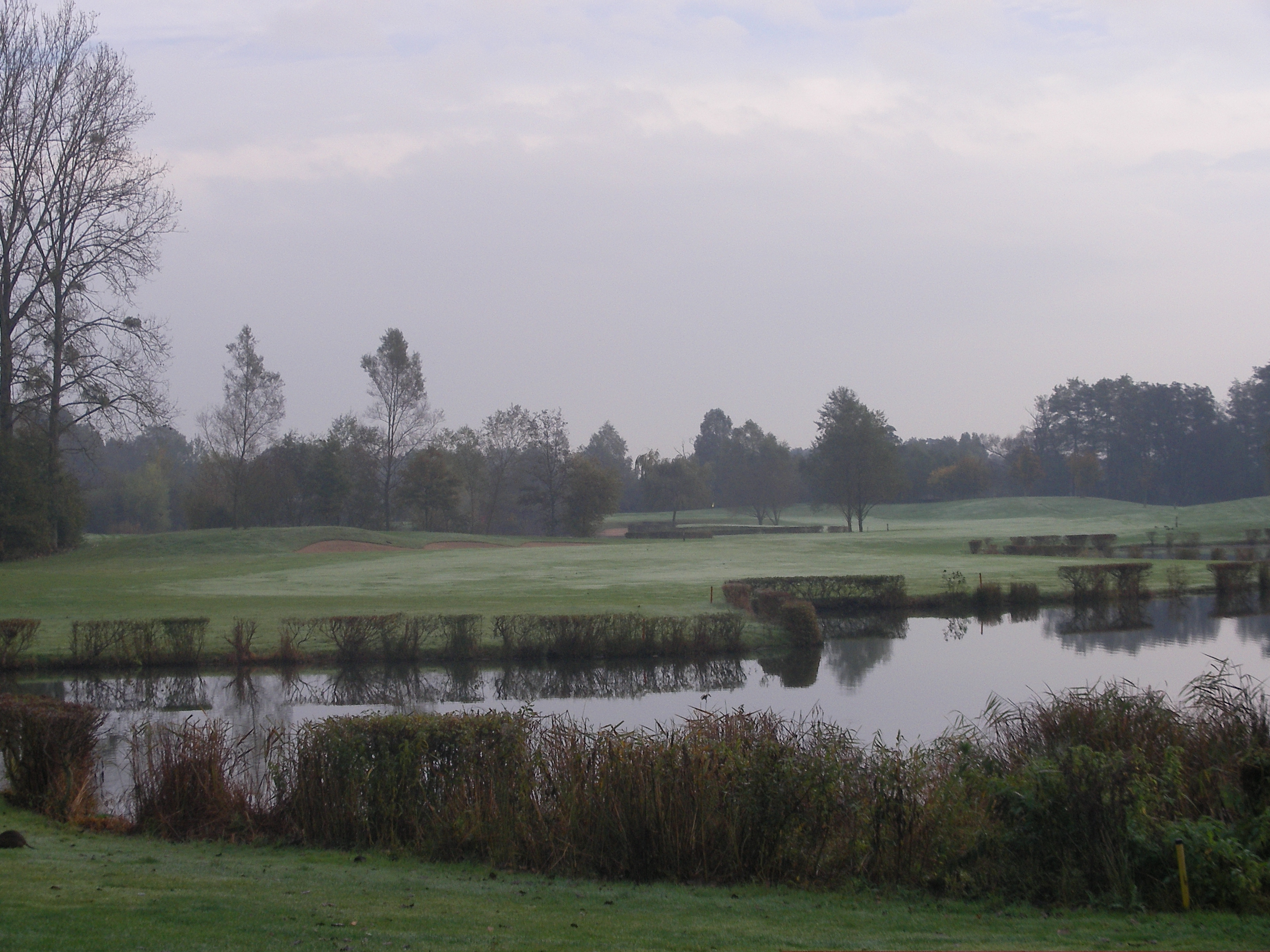
Un obstacle (on aperçoit un piquet jaune en bas à droite de la photo)

Au golf, il existe deux sortes d'obstacles d'eau :
1. Obstacles « frontaux » (obstacles d'eau). Ils sont au milieu du trou, c'est-à-dire perpendiculaires au sens du jeu et sont signalés par des piquets jaunes ;
2. Obstacles « latéraux » (obstacles d'eau latéraux). Ils sont sur les côtés du trou, parallèles au sens du jeu et sont signalés par des piquets de couleur rouge.

Les obstacles d'eau peuvent être naturels ou artificiels (une flaque est appelée « eau fortuite ») : mer, lac, étang, mare, rivière, bassin, etc. Si le joueur ne peut pas (balle perdue dans l'obstacle) ou ne veut pas (balle dans l'eau ou la boue) jouer sa balle dans un tel obstacle, il peut s'en dégager avec un coup de pénalité :
- soit en rejouant depuis l'endroit où il avait joué précédemment ;
- soit en rejouant en arrière du point d'entrée de sa balle dans l'obstacle (par rapport au drapeau), pour un obstacle d'eau frontal.

Si l'obstacle d'eau est latéral, il peut s'en dégager avec un coup de pénalité :
- soit en rejouant depuis l'endroit où il avait joué précédemment ;
- soit latéralement par rapport au point d'entrée à deux longueurs de club sans se rapprocher du trou ;
- soit à un point équidistant du point d'entrée de la balle dans l'obstacle, de l'autre côté de la berge, à deux longueurs de club sans se rapprocher du trou.

Les obstacles d'eau sont souvent utilisés comme réserve d'eau pour l'arrosage du parcours. En effet, l'eau est un des problèmes environnementaux posés par les golfs, notamment dans les régions chaudes nécessitant une importante irrigation.

#### Links(parcours en bordure de mer)

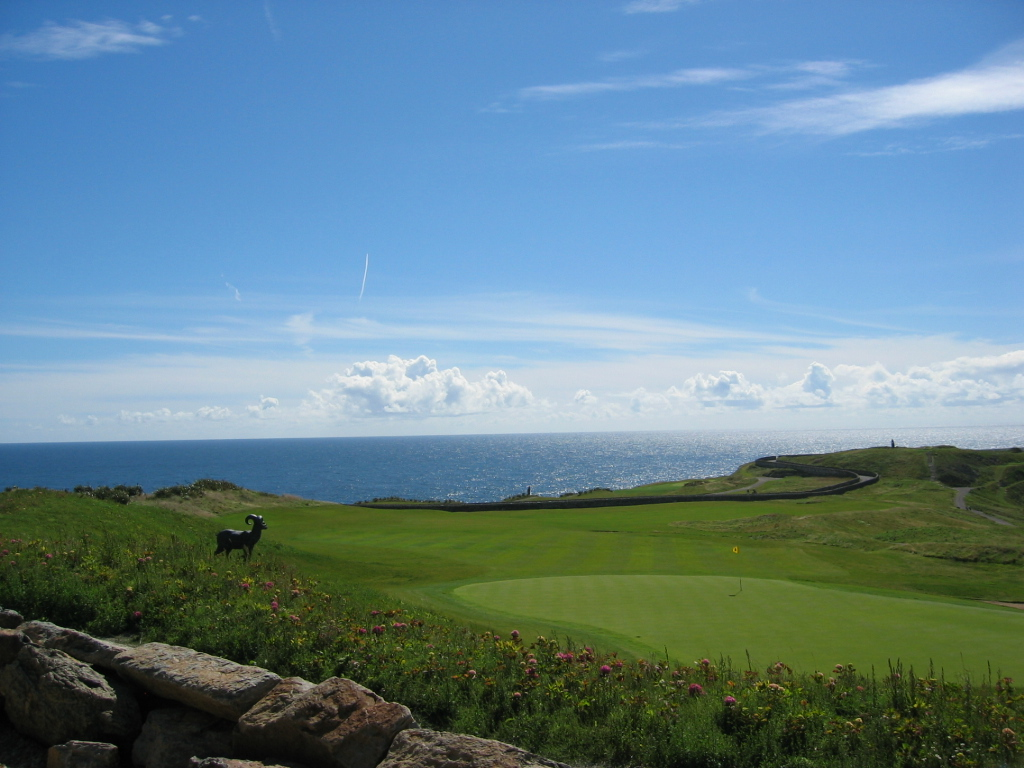
Links en Irlande, légèrement surélevé par rapport à la mer

Le terme « links » est utilisé pour nommer les parcours de golf se trouvant généralement en bordure de mer ou en zone dunaire et qui ont la particularité d'être plus ensablés et plus venteux. Cela leur confère souvent une difficulté supplémentaire, car le vent y est plus fréquent, la rosée parfois très abondante et l'herbe souvent moins dense et moins touffue sur les fairways. 
Un parcours célèbre est celui du Royal and Ancient de Saint-Andrews en Écosse. 
Par extension, on nomme plus généralement « links » des parcours qui répondent à de telles caractéristiques en zone continentale. Ainsi, de  l'« Albatros » au Golf National de Guyancourt (Yvelines) rendu célèbre pour accueillir depuis nombre d'années l'Open de France.